# Cristián Romero (Fußballspieler, 1963)
Cristián Andrés Romero Godoy (* 26. Dezember 1963 in Santiago) ist ein ehemaliger chilenischer Fußballspieler und heutiger -trainer. Der linke Mittelfeldspieler bestritt zwei Länderspiele für die Nationalmannschaft und wurde auf Vereinsebene zwei Mal chilenischer Meister.

## Karriere

### Verein
Cristián Romero, auch Relojito genannt, kam 1984 in die Profimannschaft vom CD Cobreloa, debütierte aber erst 1986 beim CD Soinca Bata in der Segunda División. Nach einer weiteren Station in der Segunda División bei Lota Schwager kam Romero 1989 zu Everton, wo er sich in der Primera División etablierte. 1992 wechselte Romero zu Universidad de Chile, mit dem er in seiner Zeit bis 1997 zwei Meisterschaften gewinnen konnte. 1998 wechselte er zu Deportes Iquique und ließ seine Karriere bei den Zweitligisten Everton und Deportes Melipilla ausklingen. 2000 beendete Relojito seine Profikarriere.

### Nationalmannschaft
Romero bestritt seine zwei einzigen Spiele für die chilenische Nationalmannschaft im August und September 1996. Er debütierte beim Freundschaftsspiel gegen Costa Rica, als er in der 64. Spielminute für Clarence Acuña eingewechselt wurde und stand beim Qualifikationsspiel zur Weltmeisterschaft 1998 gegen Kolumbien in der Startelf.

### Trainer
Cristián Romero begann seine Trainerkarriere 2004 als Assistent von Horacio Rivas beim CD Palestino. Danach arbeitete der frühere Nationalspieler hauptsächlich als Jugend- und Assistenztrainer bei Universidad de Chile. 2009 bis 2010 war er als Cheftrainer von Provincial Osorno tätig. Im Januar 2014 übernahm er diesen Posten auch bei Universidad de Chile. Dort blieb er aber kein Jahr. Von 2015 bis 2017 war er als Sportdirektor bei Deportes Iberia tätig. 2018 kehrte Romero in die Jugend von Universidad de Chile zurück und übernahm 2021 noch einmal interimsweise für fünf Spiele das Profiteam.

## Erfolge
U de Chile
- Chilenischer Meister: 1994, 1995